# K-1 MAX
K-1 MAX è il nome di un torneo che decreta il miglior combattente di K-1 al mondo nella categoria -70 kg (155 libbre/pound). A partire dal 2002, anno della fondazione del K-1 World Max, i 16 atleti più forti del mondo si sfidano nel torneo suddiviso in 4 semifinali che vengono disputate nelle più importanti arene nipponiche, le quali, nonostante le loro dimensioni, spesso non riescono ad ospitare il gran numero di fans giunti da tutto il mondo oltre che dal Giappone per assistere all'evento più spettacolare degli sport da combattimento. Le semifinali, che iniziano di norma nel mese di febbraio, vengono disputate a circa due mesi di distanza tra loro, il torneo termina quindi solitamente nel mese di ottobre dove i 4 atleti rimasti disputano la semifinale e la finale nella stessa sera.

## Campioni
- K-1 World Max 2002: Albert Kraus (Paesi Bassi)
- K-1 World Max 2003: Masato Kobayashi (Giappone)
- K-1 World Max 2004: Buakaw Por. Pramuk (Thailandia)
- K-1 World Max 2005: Andy Souwer (Paesi Bassi)
- K-1 World Max 2006: Buakaw Por. Pramuk (Thailandia)
- K-1 World Max 2007: Andy Souwer (Paesi Bassi)
- K-1 World Max 2008: Masato Kobayashi (Giappone)
- K-1 World Max 2009: Giorgio Petrosyan (Italia)
- K-1 World Max 2010: Giorgio Petrosyan (Italia)
- K-1 World Max 2012: Murthel Groenhart (Paesi Bassi)